# Ingrid Larsenová (šachistka)
Ingrid Larsenová (1. července 1909 – 25. února 1990) byla dánská šachistka.
Sedmnáctkrát vyhrála mistrovství Dánska žen v šachu (1936 až 1939, 1943 až 1946, 1948, 1949, 1953, 1956, 1957, 1960, 1965, 1969 a 1983) a třikrát se zúčastnila turnaje o titul mistryně světa v šachu (roku 1937 ve Stockholmu, kde skončila na dvacátém prvním až dvacátém druhém místě, 1939 v Buenos Aires, kde se umístila na jedenáctém místě, a na přelomu let 1949-1950 v Moskvě, kde skončila patnáctá).
Roku 1950 jí FIDE udělila titul mezinárodní mistryně.

## Výsledky na MS v šachu žen
| 1937      | 6. mistrovství světa v šachu žen | Stockholm    | 6/14     | 21.-22. |
| 1939      | 7. mistrovství světa v šachu žen | Buenos Aires | +6 -8 =5 | 11.     |
| 1949-1950 | 8. mistrovství světa v šachu žen | Moskva       | +3 -9 =3 | 15.     |